# Biserica „Acoperământul Maicii Domnului” din Opaci
Biserica „Acoperământul Maicii Domnului” este o biserică amplasată în Opaci, raionul Căușeni, Republica Moldova. Este un monument arhitectural de importanță națională inclus în Registrul monumentelor Republicii Moldova ocrotite de stat cu nr. 150 (raionul Căușeni). Datează din 1899.